# Sawahenra
Sawahenra (fl. XVII secolo a.C.) è stato un sovrano egizio inserito nella XIII dinastia.

## Biografia
Sovrano citato nel Canone Reale, se è corretta l'associazione con la riga 17 della colonna 7 di cui sono leggibili solo alcune parti, ed in pochi reperti provenienti da Gebelein e Deir el-Bahari, nell'Alto Egitto oltre che nella lista reale di Karnak (sala degli antenati). La lista di Karnak non riportando i sovrani in ordine cronologico è un ausilio di non facile utilizzo per la conoscenza del periodo storico denominato secondo periodo intermedio dell'Egitto.
Dopo questo sovrano il Canone Reale presenta due righe del tutto illeggibili.

## Liste reali
| N5 | HASH | Y1 · n |

| N5 | HASH | Y1 · n |

| N5 | HASH | Y1 · n |

| N5 | HASH | Y1 · n |

| N5 | HASH | Y1 · n |

| N5 | HASH | Y1 · n |

| N5 | HASH | Y1 · n |

| N5 | HASH | Y1 · n |

| N5 | s | V29 | Y1 · n |

| N5 | s | V29 | Y1 · n |

| N5 | s | V29 | Y1 · n |

| N5 | s | V29 | Y1 · n |

| N5 | s | V29 | Y1 · n |

| N5 | s | V29 | Y1 · n |

| N5 | s | V29 | Y1 · n |

| N5 | s | V29 | Y1 · n |

## Titolatura
| G5 |

| G5 |

|       |
| \| \| |
|       |
|       |

|  |

|       |
| \| \| |
|       |
|       |

|  |

| G16 |

| G16 |

|  |

| G8 |

| G8 |

|  |

| M23 · X1 | L2 · X1 |

| M23 · X1 | L2 · X1 |

| N5 | s | V29 | Y1 · n |

| N5 | s | V29 | Y1 · n |

| N5 | s | V29 | Y1 · n |

| N5 | s | V29 | Y1 · n |

| N5 | s | V29 | Y1 · n |

| N5 | s | V29 | Y1 · n |

| N5 | s | V29 | Y1 · n |

| N5 | s | V29 | Y1 · n |

| G39 | N5 |

| G39 | N5 |

| s | n · b | W19 | D54 | w |

| s | n · b | W19 | D54 | w |

| s | n · b | W19 | D54 | w |

| s | n · b | W19 | D54 | w |

| s | n · b | W19 | D54 | w |

| s | n · b | W19 | D54 | w |

| s | n · b | W19 | D54 | w |

| s | n · b | W19 | D54 | w |

## Cronologia
| Periodo                    | Dinastia | periodo di regno                             |
| Secondo periodo intermedio | XIII     | tra il 1660 a.C. ed il 1630 a.C. (± 50 anni) |

| Autore | Anni di regno     |
| ------ | ----------------- |
| Franke | intorno 1640 a.C. |

| predecessore: Se..kara | Signore del Basso e dell'Alto Egitto | successore: Sekhaenra |

| Dinastie contemporanee | Capitale |
| XIV                    | varie    |
| XV                     | Avaris   |
| XVI                    | varie    |